# A Place on the Shelf
A Place on the Shelf is een muziekalbum Britse muziekgroep The Tangent. 

## Inleiding
The Tangent heeft in 2009 plannen om het nieuwe studioalbum Down and Out in Paris and London uit te geven als de financiële crisis ook hen treft. Hun platenmaatschappij SPV maakt moeilijke tijden door en heeft geen geld om de geluidsstudio te bekostigen. The Tangent besloot toen om een album uit te geven met opnamen die nog op de plank liggen (place on the shelf). Fans van de band konden die voor 12 juni 2009 tegen vergoeding bestellen en men ging ervan uit dat 100 exemplaren wel voldoende zou zijn. Namen van de bestellers zouden in het boekwerkje opgenomen worden. De band had een kleine misrekening gemaakt want binnen de kortste tijd was de bestelling volgetekend. Men besloot daarop de besteltermijn te verlengen tot 16 juni, echter met de opmerking dat de namen van mensen die in die tijd bestelden niet genoemd konden worden (boekwerkje is te klein). Men kreeg wel een door Andy Tillison gesigneerd exemplaar. In augustus 2009 lag de compact disc in de brievenbus.
Het album bevat een versie van Igor Stravinsky's Le Sacre du printemps, waarvan de rechten niet in het bezit zijn van de band; het mag derhalve niet op een officieel album uitgegeven worden. Vandaar een release op een eigen disc. Tillison licht humoristisch toe, dat hij Stravinsky in 2005 heeft ontmoet en toen Le Sacre aan hem voorgespeeld had, waarop Stravinsky met de tijdmachine was teruggegaan naar zijn eigen tijd en met de eer was gaan strijken. Deelnemende musici werden alleen weergegeven met hun voornaam Andy, Theo, Guy, nieuweling Paul en Jonathan Barrett.
Tillison heeft zijn versie de titel meegegeven die werd toebedeeld aan een van de eerste uitvoeringen van het werk: Le Massacre du Printemps. In 2013 volgde het album Le sacre du travail.

## Composities
1. Le Massacre du Printemps – deel 1 (11:44)
2. Everyman’s forgotten monday (een in 2009 heropgenomen versie van het album Lifecycle van Gold Frankincense & Disk Drive
3. I wanna be a chick (4:34) (voor het nieuwe album)
4. Live on air (21:47) demo voor het album Not as Good as the Book
5. Le Massacre du Printemps – deel 2 (14:43)
6. A sale fo two souls (live-opnamen uit De Boerderij in Zoetermeer, 2008)
7. The Ethernet (demo voor het album Not as Good as the Book)
8. Vooruitzicht op het album Jitters van Parallel or 90 Degrees, een zusterband van The Tangent.